# Kil (Szwecja)
Kil – miejscowość (tätort) w Szwecji, w regionie administracyjnym (län) Värmland. Siedziba władz (centralort) gminy Kil.
Miejscowość położona jest w prowincji historycznej (landskap) Värmland, ok. 20 km na północny zachód od Karlstad. Kil stanowi ważny węzeł kolejowy.
W 2010 r. Kil liczyło 7842 mieszkańców.